# Сигетчеп
Сигетчеп (на унгарски: Szigetcsép) е село в област Пеща, централна Унгария. Населението му е около 2 360 души (2008).
Разположено е на 111 метра надморска височина в Среднодунавската низина, на дунавския остров Чепел и на 25 километра южно от центъра на столицата Будапеща. В миналото селото е имало предимно сръбско население, основната част от което се изселва в Сърбия след Първата световна война.